# Echeveria amoena

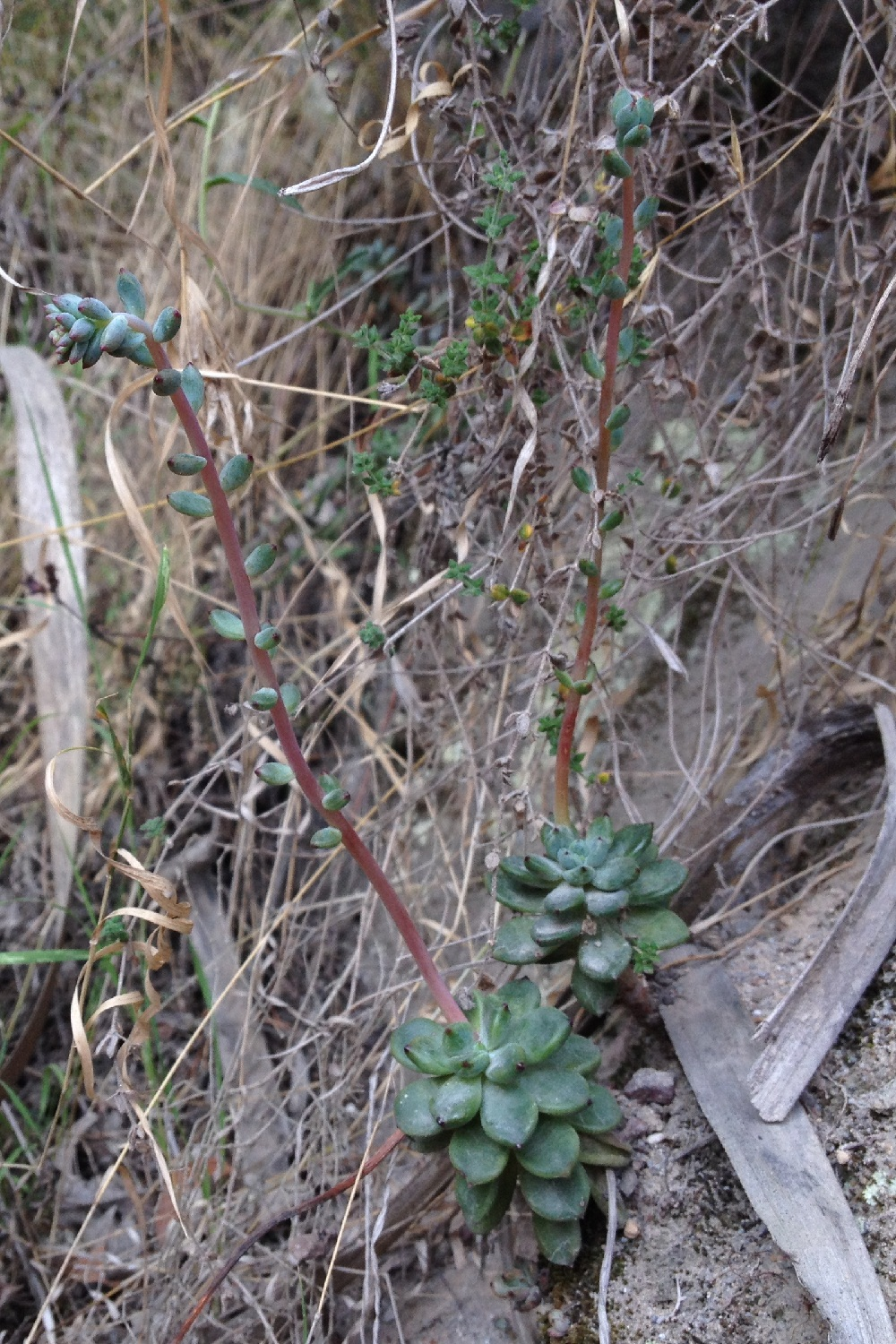
Echeveria amoena (Gesamtansicht)

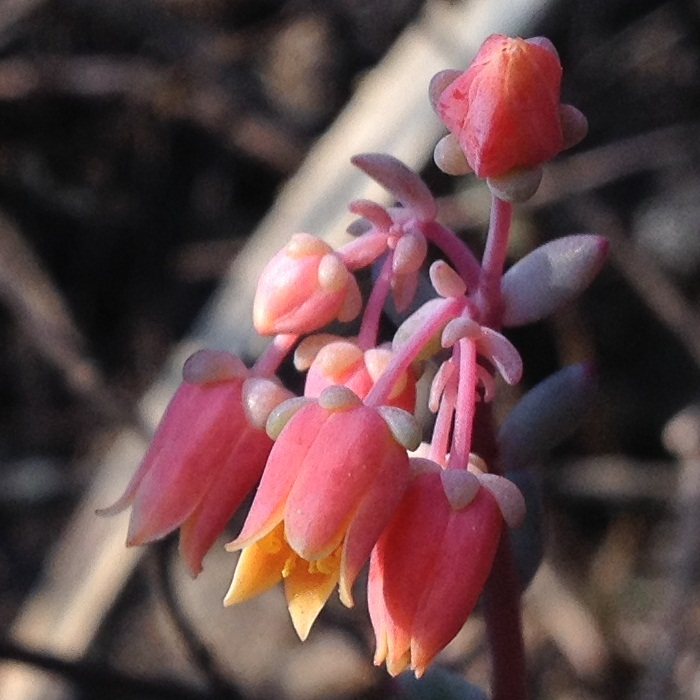
Echeveria amoena (Blütenstand)

Echeveria amoena ist eine Pflanzenart aus der Gattung der Echeverien (Echeveria) in der Familie der Dickblattgewächse (Crassulaceae).

## Beschreibung
Echeveria amoena wächst verzweigt und die Triebe erreichen eine Länge von 5 Zentimeter oder mehr und einen Durchmesser von 3 bis 5 Millimeter. Die Blattrosetten werden 2,5 bis 5,5 Zentimeter im Durchmesser. Die verkehrt eiförmig-spateligen und dornspitzigen, glauk-grün gefärbten Blätter werden 1 bis 2 Zentimeter lang und 0,7 bis 1,5 Zentimeter breit. An der oft rot gefärbten Spitze sind sie etwa 4 Millimeter dick.
Der locker cymös-rispige Blütenstand bildet Wickel und wird etwa 10 bis 20 Zentimeter lang. Die sehr kleinen Tragblätter werden 4 bis 10 Millimeter, manchmal auch bis 20 Millimeter lang und fallen sehr leicht ab. Der schlanke Blütenstiel wird 10 bis 30 Millimeter lang. Die leicht ausgebreiteten Kelchblätter werden maximal 3 Millimeter lang. Die zylindrische und lachsorange Blütenkrone wird 7 bis 9 Millimeter lang und hat an der Basis einen Durchmesser von etwa 4 Millimeter.
Die Blütezeit ist März bis Mai.
Die Chromosomenzahl beträgt 2n = 66 oder 132.

## Verbreitung und Systematik
Echeveria amoena ist in Mexiko in den Bundesstaaten Puebla und Veracruz verbreitet.
Die Erstbeschreibung erfolgte 1875 in einem Katalog durch Louis De Smet. Im gleichen Jahr veröffentlichte Charles Jacques Édouard Morren die Beschreibung. Synonyme für die Art sind Echeveria pusilla A.Berger, Echeveria purpusii Britton und Echeveria microcalyx Britton & Rose.

## Nachweise